# 善福寺 (品川区)
善福寺（せんぷくじ）は、東京都品川区にある時宗の寺院。

## 概要
1294年（永仁2年）、二代遊行上人他阿によって開山された。
かつて、東海道から善福寺へ行く道の両側は「門前町屋」と呼ばれていた。品川宿にある時宗3箇寺の一つである。
墓地の入口には、念仏講供養塔がある。1658年（万治元年）の造立であり、品川区の文化財に指定されている。

## 交通アクセス
- 北品川駅より徒歩5分（経路案内）。